# بلطش
بلدية بلطش أو بليتاس (بالإسبانية: Pleitas) هي بلدية تقع في مقاطعة سرقسطة التابعة لمنطقة أرغون شمال شرق إسبانيا.

## الديموغرافيا
بلغ عدد سكان بلدية بلطش 53 نسمة عام 2011 (وفقاً للمعهد الوطني الإسباني للإحصاء).
| 74 | 64 | 54 | 58 | 57 | 51 | 53 |